# 元宝枫
元宝枫（学名：Acer truncatum）为无患子科楓属下的一个种。

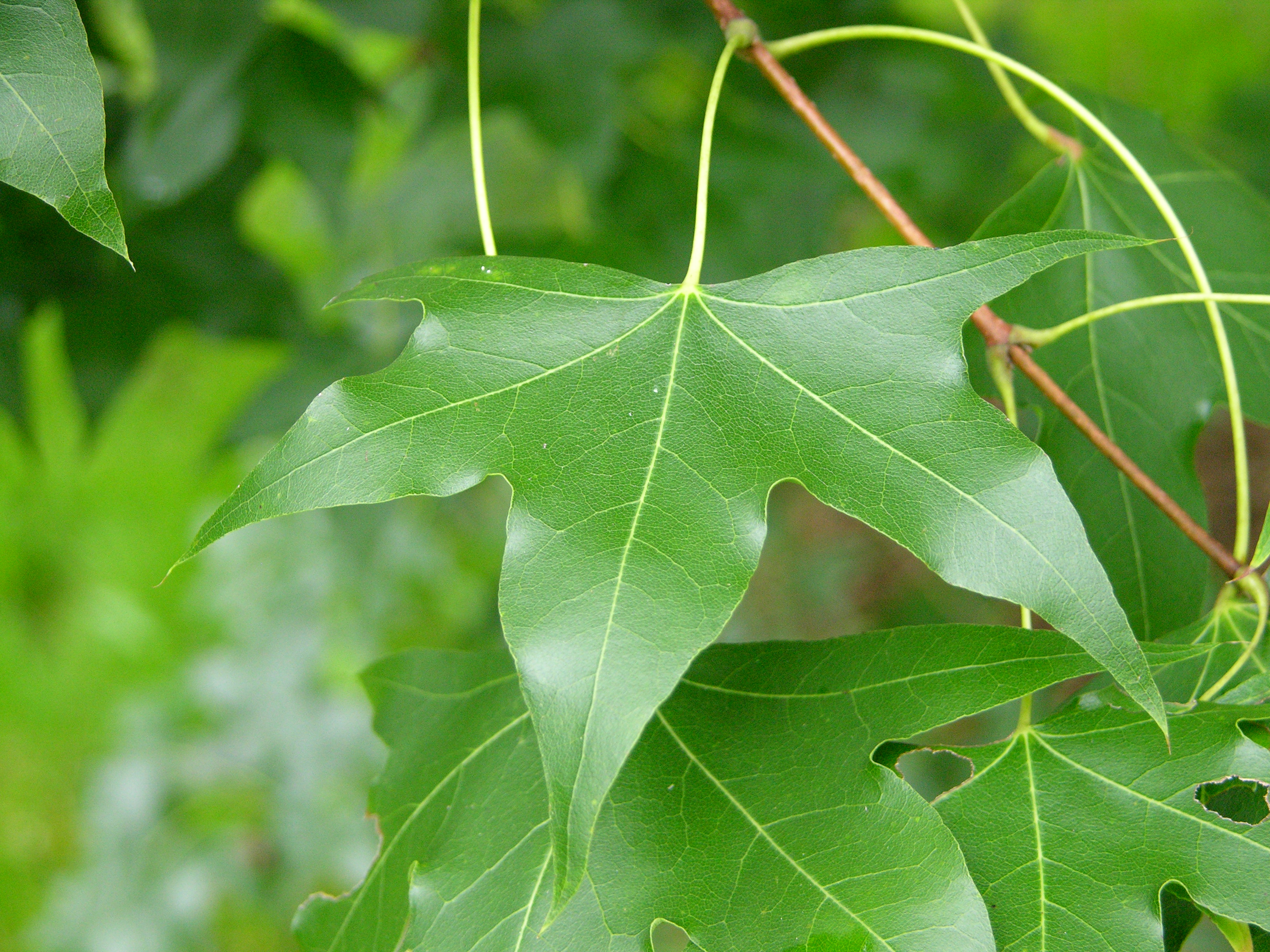
元宝枫的叶子